# والتر رولو
والتر رولو هو نقابي وسياسي كندي، ولد في 25 نوفمبر 1875 في غرب لوثيان في المملكة المتحدة، وتوفي في 19 مارس 1956. انتخب عضو برلمان مقاطعة أونتاريو ‏.